# Coupe COSAFA 2003
Navigation
Édition précédente Édition suivante
La Coupe COSAFA 2003 est la septième édition de cette compétition organisée par la COSAFA. Elle est remportée par le Zimbabwe.

## Tour de qualification
| Madagascar | 2 - 1 | Maurice |

| Namibie | 0 - 1 | Botswana |

| Mozambique | 0 - 0 5 - 4 tab | Lesotho |

| Zimbabwe | 1 - 0 | Angola |

## Phase finale
|  | Quarts de finale              | Quarts de finale       | Quarts de finale        | Quarts de finale       |          |          | Demi-finales            | Demi-finales            | Demi-finales            | Demi-finales            |  |  | Finale                                                | Finale                                                | Finale                                                | Finale                                                |
|  |                               |                        |                         |                        |          |          |                         |                         |                         |                         |  |  |                                                       |                                                       |                                                       |                                                       |
|  | 24 mai 2003 à Gaborone        | 24 mai 2003 à Gaborone | 24 mai 2003 à Gaborone  | 24 mai 2003 à Gaborone |          |          | 16 août 2003 à Blantyre | 16 août 2003 à Blantyre | 16 août 2003 à Blantyre | 16 août 2003 à Blantyre |  |  | 27 septembre et 5 octobre 2003 à Blantyre puis Harare | 27 septembre et 5 octobre 2003 à Blantyre puis Harare | 27 septembre et 5 octobre 2003 à Blantyre puis Harare | 27 septembre et 5 octobre 2003 à Blantyre puis Harare |
|  | 24 mai 2003 à Gaborone        | 24 mai 2003 à Gaborone | 24 mai 2003 à Gaborone  | 24 mai 2003 à Gaborone |          |          | 16 août 2003 à Blantyre | 16 août 2003 à Blantyre | 16 août 2003 à Blantyre | 16 août 2003 à Blantyre |  |  | 27 septembre et 5 octobre 2003 à Blantyre puis Harare | 27 septembre et 5 octobre 2003 à Blantyre puis Harare | 27 septembre et 5 octobre 2003 à Blantyre puis Harare | 27 septembre et 5 octobre 2003 à Blantyre puis Harare |
|  | Botswana                      | Botswana               | 1                       | 1                      |          |          | 16 août 2003 à Blantyre | 16 août 2003 à Blantyre | 16 août 2003 à Blantyre | 16 août 2003 à Blantyre |  |  | 27 septembre et 5 octobre 2003 à Blantyre puis Harare | 27 septembre et 5 octobre 2003 à Blantyre puis Harare | 27 septembre et 5 octobre 2003 à Blantyre puis Harare | 27 septembre et 5 octobre 2003 à Blantyre puis Harare |
|  | Botswana                      | Botswana               | 1                       | 1                      |          |          | 16 août 2003 à Blantyre | 16 août 2003 à Blantyre | 16 août 2003 à Blantyre | 16 août 2003 à Blantyre |  |  | 27 septembre et 5 octobre 2003 à Blantyre puis Harare | 27 septembre et 5 octobre 2003 à Blantyre puis Harare | 27 septembre et 5 octobre 2003 à Blantyre puis Harare | 27 septembre et 5 octobre 2003 à Blantyre puis Harare |
|  | Malawi                        | Malawi                 | 1                       | 4                      |          |          | 16 août 2003 à Blantyre | 16 août 2003 à Blantyre | 16 août 2003 à Blantyre | 16 août 2003 à Blantyre |  |  | 27 septembre et 5 octobre 2003 à Blantyre puis Harare | 27 septembre et 5 octobre 2003 à Blantyre puis Harare | 27 septembre et 5 octobre 2003 à Blantyre puis Harare | 27 septembre et 5 octobre 2003 à Blantyre puis Harare |
|  | Malawi                        | Malawi                 | 1                       | 4                      | Malawi   | Malawi   | 1                       | 4                       |                         |                         |  |  | 27 septembre et 5 octobre 2003 à Blantyre puis Harare | 27 septembre et 5 octobre 2003 à Blantyre puis Harare | 27 septembre et 5 octobre 2003 à Blantyre puis Harare | 27 septembre et 5 octobre 2003 à Blantyre puis Harare |
|  | 26 juillet 2003 à Lusaka      |                        |                         |                        | Malawi   | Malawi   | 1                       | 4                       |                         |                         |  |  | 27 septembre et 5 octobre 2003 à Blantyre puis Harare | 27 septembre et 5 octobre 2003 à Blantyre puis Harare | 27 septembre et 5 octobre 2003 à Blantyre puis Harare | 27 septembre et 5 octobre 2003 à Blantyre puis Harare |
|  |                               |                        | Zambie                  | Zambie                 | 1        | 2        |                         |                         |                         |                         |  |  | 27 septembre et 5 octobre 2003 à Blantyre puis Harare | 27 septembre et 5 octobre 2003 à Blantyre puis Harare | 27 septembre et 5 octobre 2003 à Blantyre puis Harare | 27 septembre et 5 octobre 2003 à Blantyre puis Harare |
|  | Zambie                        | Zambie                 | Zambie                  | Zambie                 | 1        | 2        | 4                       | 4                       |                         |                         |  |  | 27 septembre et 5 octobre 2003 à Blantyre puis Harare | 27 septembre et 5 octobre 2003 à Blantyre puis Harare | 27 septembre et 5 octobre 2003 à Blantyre puis Harare | 27 septembre et 5 octobre 2003 à Blantyre puis Harare |
|  | Zambie                        | Zambie                 | 31 août 2003 à Bulawayo |                        |          |          | 4                       | 4                       |                         |                         |  |  | 27 septembre et 5 octobre 2003 à Blantyre puis Harare | 27 septembre et 5 octobre 2003 à Blantyre puis Harare | 27 septembre et 5 octobre 2003 à Blantyre puis Harare | 27 septembre et 5 octobre 2003 à Blantyre puis Harare |
|  | Mozambique                    | Mozambique             | 2                       | 2                      |          |          |                         |                         |                         |                         |  |  | 27 septembre et 5 octobre 2003 à Blantyre puis Harare | 27 septembre et 5 octobre 2003 à Blantyre puis Harare | 27 septembre et 5 octobre 2003 à Blantyre puis Harare | 27 septembre et 5 octobre 2003 à Blantyre puis Harare |
|  | Mozambique                    | Mozambique             | 2                       | 2                      | Malawi   | Malawi   | 1                       | 0                       |                         |                         |  |  |                                                       |                                                       |                                                       |                                                       |
|  | 19 juillet 2003 à East London |                        |                         |                        | Malawi   | Malawi   | 1                       | 0                       |                         |                         |  |  |                                                       |                                                       |                                                       |                                                       |
|  |                               |                        | Zimbabwe                | Zimbabwe               | 2        | 2        |                         |                         |                         |                         |  |  |                                                       |                                                       |                                                       |                                                       |
|  | Afrique du Sud                | Afrique du Sud         | Zimbabwe                | Zimbabwe               | 2        | 2        | 0                       | 0                       |                         |                         |  |  |                                                       |                                                       |                                                       |                                                       |
|  | Afrique du Sud                | Afrique du Sud         |                         |                        |          |          |                         |                         |                         |                         |  |  |                                                       |                                                       |                                                       |                                                       |
|  | Zimbabwe                      | Zimbabwe               | 1                       | 1                      |          |          |                         |                         |                         |                         |  |  |                                                       |                                                       |                                                       |                                                       |
|  | Zimbabwe                      | Zimbabwe               | 1                       | 1                      | Zimbabwe | Zimbabwe | 2                       | 2                       |                         |                         |  |  |                                                       |                                                       |                                                       |                                                       |
|  | 13 juillet 2003 à Lobamba     |                        |                         |                        | Zimbabwe | Zimbabwe | 2                       | 2                       |                         |                         |  |  |                                                       |                                                       |                                                       |                                                       |
|  |                               |                        | Swaziland               | Swaziland              | 0        | 0        |                         |                         |                         |                         |  |  |                                                       |                                                       |                                                       |                                                       |
|  | Swaziland                     | Swaziland              | Swaziland               | Swaziland              | 0        | 0        | 2                       | 2                       |                         |                         |  |  |                                                       |                                                       |                                                       |                                                       |
|  | Swaziland                     | Swaziland              |                         |                        |          |          |                         | 2                       |                         |                         |  |  |                                                       |                                                       |                                                       |                                                       |
|  | Madagascar                    | Madagascar             | 0                       | 0                      |          |          |                         |                         |                         |                         |  |  |                                                       |                                                       |                                                       |                                                       |
|  | Madagascar                    | Madagascar             | 0                       | 0                      |          |          |                         |                         |                         |                         |  |  |                                                       |                                                       |                                                       |                                                       |
|  |                               |                        |                         |                        |          |          |                         |                         |                         |                         |  |  |                                                       |                                                       |                                                       |                                                       |

| Vainqueur de la Coupe COSAFA 2003 : Zimbabwe Deuxième titre |